# Jacob Spoonley
Jacob Spoonley (* 3. März 1987 in Palmerston North) ist ein neuseeländischer Fußballtorwart.

## Karriere

### Vereinskarriere
Der Torhüter begann seine aktive Karriere als Fußballtorhüter im Jahre 2004 bei Otago United und wechselte im darauffolgenden Jahr zum ersten Mal zum Auckland City FC. Nach über zwei Jahren transferierte er zu Wellington Phoenix in die A-League, bei denen er in der Saison 2007/08 ohne Pflichtspieleinsatz blieb. Nach Abschluss der Saison wurde Spoonley aus seinem Vertrag entlassen. 2008 stand er so kurzzeitig für die Miramar Rangers unter Vertrag, wechselte aber noch im selben Jahr erneut zum Auckland City FC. Mit Auckland gewann er 2009 die Landesmeisterschaft, 2009, 2011 und 2012 die OFC Champions League und nahm an der FIFA-Klub-Weltmeisterschaft 2009, die Auckland auf dem fünften Rang abschloss, und an der FIFA-Klub-Weltmeisterschaft 2011 teil. Im Oktober 2012 wurde Spoonley von Wellington Phoenix mit einem Vertrag für eine Partie ausgestattet, nachdem beide Torhüter von Wellington (Mark Paston und Glen Moss) mit der Nationalmannschaft unterwegs waren. In der Partie gegen Melbourne Heart (Endstand 1:1) trug er mit mehreren Paraden zu einem überraschenden Punktgewinn bei.
Im November 2013 spielte er nochmals im Trikot von Wellington Phoenix. In der Partie gegen Brisbane Roar sah er in der 41. Minute die Gelbe Karte. Wellington verlor das Spiel mit 1:2.
Nachdem sein Vertrag bei Phoenix ausgelaufen war, wechselte er 2013 zum Stadtrivalen Team Wellington. Somit spielt Spoonley nun nicht mehr in der australischen A-League, sondern wieder in der New Zealand Football Championship.

### Nationalmannschaft
Spoonley nahm mit der U-20-Nationalmannschaft an der Junioren-WM 2007 teil. Als Stammtorhüter verhinderte er mit seinen Paraden bei den drei Vorrundenniederlagen weitere Gegentore und wird im Technischen Bericht als „reaktionsschneller Torhüter mit gutem Stellungsspiel“ hervorgehoben. Im August 2008 nahm mit der Olympiaauswahl am olympischen Fußballturnier in China teil und kam beim Vorrundenaus als Stammtorhüter in allen drei Partien zum Einsatz. Für die neuseeländische A-Nationalmannschaft saß Spoonley seit 2007 mehrfach auf der Ersatzbank, kam aber erst im November 2008 bei einer 0:2-Niederlage gegen die Fidschi-Inseln erstmals zum Einsatz, als er den des Feldes verwiesenen Glen Moss im Tor ersetzte.
2007 wurde Spoonley als bester Nachwuchsspieler Neuseelands (unter 20) als „Young men's player of the year“ ausgezeichnet.